# Nihil novi

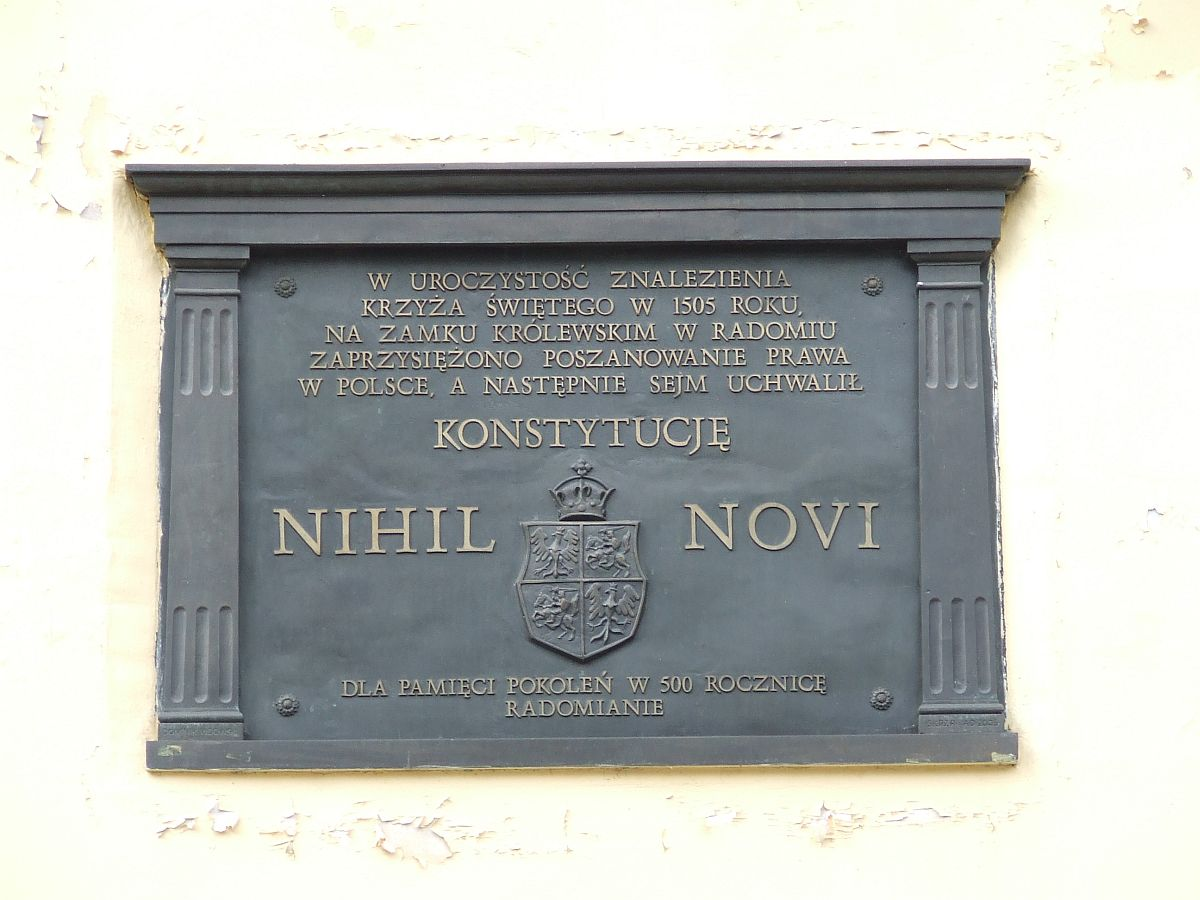
Placa no Castelo de Radom, comemorativa ao aniversário dos 500 anos da adoção lá, em 1505, da Lei do Nihil novi

Nihil novi nisi commune consensu ("Nada de novo sem o consentimento comum") é o título original em latim, do estatuto de 1505 adotado pelo Sejm (Parlamento) polonês, reunido no castelo real em Radom. Nihil novi efetivamente criou a "democracia dos nobres", que veio a ser conhecida como a "Commonwealth polonesa [ou, República] da Nobreza". A Primeira República Polonesa que teria chegado ao fim em 1795 com a Terceira e última partição da República das Duas Nações.
"Nihil novi", neste sentido político, é interpretado no vernáculo como "Nada sobre nós sem nós" (em polonês, "Nic o nas bez nas").
A expressão latina, "nihil novi" ("não há nada de novo"), tinha aparecido anteriormente na expressão da Bíblia Vulgata, "nihil novi sub sole" ("não há nada de novo sob o sol"), em Eclesiastes 1:9.

## Nihil novi nisi commune consensu
O estatuto do Nihil novi, no Sejm de 1505, marcou uma importante vitória da nobreza da Polônia sobre seus reis. Ela proibiu o rei de emitir leis sem o consentimento da nobreza, representada pelo Senat e a Câmara dos Deputados, exceto para as leis que regem as cidades reais, as terras da Coroa (królewszczyzny), a mineração, os feudos, os camponeses reais, e os judeus.
Nihil novi invalidou o Privilégio de Mielnik, que havia fortalecido apenas os magnatas, e que, portanto, pendia o equilíbrio do poder em favor da Câmara dos Deputados (a formalmente Câmara Baixa do Parlamento), onde predominava a nobreza comum. Nihil novi é muitas vezes considerado como o início do período da História da Polônia conhecida como "Democracia dos Nobres", que era mais uma limitada democracia, onde apenas homens com títulos de nobreza eram capazes de participar (a nobreza que constituía cerca de dez por cento da população da República).
O estatuto do Nihil novi foi assinado pelo rei Alexandre Jagelão em 3 de maio de 1505, durante a sessão do Sejm realizada no castelo real de Radom.
Naquele mesmo ano, a nobreza continuou a expandir seus poderes ao eliminar o direito ao voto no Sejm da maioria das cidades e proibindo os camponeses de deixarem suas terras sem a permissão do seu senhor feudal, deste modo estabelecendo firmemente uma "segunda servidão" na Polônia.

### O texto do estatuto
Considerando que as leis gerais e os atos públicos não se aplicam a uma única pessoa, mas à nação inteira, portanto, temos nesta Sejm Geral realizada em Radom, juntamente com todos os prelados, conselheiros e deputados da terra de nosso reino, determinado que seja legítima e justa, e ter assim resolvido, que de agora em diante nada de novo deve ser decidido por nós ou os nossos sucessores, sem o consentimento comum dos senadores e dos deputados de terras, que possa ser prejudicial ou oneroso à República (Rzeczpospolita) ou nocivo e injurioso a quem quer que seja, ou que tenha tendência a alterar a lei geral e a liberdade pública.